# James Pindall
James Pindall (* um 1783 im Monongalia County, Virginia; † 22. November 1825 in Clarksburg, Virginia) war ein US-amerikanischer Politiker. Zwischen 1817 und 1820 vertrat er den Bundesstaat Virginia im US-Repräsentantenhaus.

## Leben
Der im heutigen West Virginia geborene James Pindall besuchte die öffentlichen Schulen seiner Heimat. Nach einem anschließenden Jurastudium und seiner 1803 erfolgten Zulassung als Rechtsanwalt begann er in Morgantown in diesem Beruf zu arbeiten. Später verlegte er seinen Wohnsitz und seine Kanzlei nach Clarksburg. Dort bekleidete er auch verschiedene lokale Ämter. Gleichzeitig schlug er als Mitglied der Föderalistischen Partei eine politische Laufbahn ein. Zwischen 1808 und 1812 saß er im Senat von Virginia. Später wurde er Oberst der Staatsmiliz.
Bei den Kongresswahlen des Jahres 1816 wurde Pindall im ersten Wahlbezirk von Virginia in das US-Repräsentantenhaus in Washington, D.C. gewählt, wo er am 4. März 1817 die Nachfolge von John George Jackson antrat. Nach einer Wiederwahl konnte er bis zu seinem Rücktritt am 26. Juli 1820 im Kongress verbleiben. Nach dem Ende seiner Zeit im US-Repräsentantenhaus zog sich Pindall aus der Politik zurück. Er starb am 22. November 1825 in Clarksburg.